# Sylvia Bongo Ondimba
Sylvia Valentin Bongo Ondimba là cựu Đệ nhất Phu nhân Gabon và là phu nhân của Tổng thống Ali Bongo Ondimba từ năm 1989. Bà trở thành Đệ nhất Phu nhân sau khi chồng bà nhậm chức Tổng thống Gabon vào ngày 16 tháng 10 năm 2009. Tháng 1 năm 2011, bà thành lập Quỹ Sylvia Bongo Ondimba vì Gia đình (Sylvia Bongo Ondimba Foundation, "For the family") với mục tiêu “cải thiện hoàn cảnh của những người dễ bị tổn thương và thiệt thòi trên toàn thế giới”. Vào ngày 30 tháng 8 năm 2023, sau khi Tổng thống Ali Bongo bị phế truất sau 14 năm cầm quyền, nhiệm kỳ Đệ nhất Phu nhân của Sylvia Bongo Ondimba cũng chấm dứt. Ngay sau đó, bà bị cơ quan chức năng bắt giữ.

## Hoàn cảnh gia đình
Sylvia Valentin sinh ngày 11 tháng 3 năm 1963 tại Paris, Pháp. Khi mới được hai tháng tuổi, bà cùng gia đình chuyển đến Douala, Cameroon do công việc của cha mẹ. Cha của bà, Édouard Valentin (mất ngày 28 tháng 1 năm 2019), là một doanh nhân người Pháp, từng là người đứng đầu tập đoàn Omnium Gabonais d'Assurances et de Réassurances (OGAR – Tập đoàn Bảo hiểm và Tái bảo hiểm Gabon). Mẹ bà, bà Évelyne Valentin, sau này trở thành thư ký của Tổng thống Bongo Ondimba.
Sylvia trải qua phần lớn thời thơ ấu tại Cameroon cùng các anh chị em của mình, trước khi gia đình chuyển đến Tunisia.
Năm 1974, sau một thời gian dài sinh sống tại Tunisia, gia đình Valentin chuyển đến Gabon. Tại đây, Sylvia theo học tại Học viện Đức Mẹ Vô Nhiễm ở Libreville, nơi bà được giáo dục theo chương trình học thuật và Kitô giáo.
Năm 1988, Sylvia gặp Ali Bongo Ondimba và kết hôn một năm sau đó, vào năm 1989. Họ có ba người con chung: Noureddin Edouard, Jalil và Bilal (người con nuôi được nhận vào năm 2002). Ngoài ra, Tổng thống còn có một người con gái tên Malika – con riêng từ mối quan hệ trước.
Khi Ali Bongo Ondimba đắc cử Tổng thống Gabon vào ngày 16 tháng 10 năm 2009, Sylvia Bongo Ondimba chính thức trở thành Đệ nhất Phu nhân Gabon.

## Học vấn
Sylvia Bongo Ondimba tốt nghiệp văn bằng sau đại học chuyên ngành Quản trị Doanh nghiệp (DESS) tại Pháp, trước khi quyết định trở về sinh sống và làm việc tại Gabon.

## Sự nghiệp
Sau khi trở về Gabon, bà được tuyển dụng và sau đó được bổ nhiệm làm Phó Tổng Giám đốc của Gabon Immobilier, công ty bất động sản lớn nhất tại quốc gia này. Tại đây, bà phụ trách mảng tiếp thị và phát triển kinh tế của doanh nghiệp. Năm 1990, ở tuổi 25, bà thành lập công ty quản lý tài sản riêng mang tên Alliance S.A.

## Quỹ Sylvia Bongo Ondimba

#### Các hoạt động nổi bật:
- Chuyến hành trình tới vùng sâu vùng xa của Gabon: Quỹ Sylvia Bongo Ondimba khởi xướng dự án "caravan" nhằm ghi nhận các nguyện vọng và khó khăn của người dân tại các khu vực hẻo lánh của đất nước.[6]
- Ngày Quốc tế Phụ nữ góa (International Widows’ Day): Quỹ thông qua nghị quyết lấy ngày 23 tháng 6 hàng năm làm Ngày Quốc tế Phụ nữ góa, xuất phát từ sáng kiến của chính Sylvia Bongo Ondimba.[7]
- Hỗ trợ phòng chống sốt rét: Tháng 4 năm 2011, Quỹ đã trao tặng 18.000 màn chống muỗi cho người dân Gabon.[8]
- Hỗ trợ người khuyết tật: Tháng 10 năm 2010, Quỹ đã quyên tặng 250 xe tay ga điện, nạng và xe lăn cho các tổ chức hỗ trợ người khuyết tật.[9]
- Dự án vi tài chính Akassi: Được Quỹ tài trợ, dự án nhằm thúc đẩy tinh thần khởi nghiệp của phụ nữ Gabon và gia đình họ, thông qua tiếp cận vốn và hỗ trợ kinh doanh nhỏ.[10][11]

## Cáo buộc
Ngày 23 tháng 9 năm 2023, Sylvia Bongo Ondimba bị Viện Công tố buộc tội "rửa tiền". Đến ngày 11 tháng 10 năm 2023, bà bị bắt giữ một cách tùy tiện và giam giữ. Tính đến thời điểm hiện tại, chưa có cáo trạng chính thức hay phiên tòa xét xử nào được tiến hành..